# 韋謝利庫特 (瓦西利基夫卡區)
48°3′27″N 35°59′30″E / 48.05750°N 35.99167°E
韋謝利庫特（烏克蘭語：Веселий Кут），是烏克蘭的村落，位於該國中部第聶伯羅彼得羅夫斯克州，由瓦西利基夫卡區負責管轄，處於上捷爾薩河畔，距離索菲伊夫卡和新捷爾相西克1公里，2001年人口131。